# Neopanorpa borneensis
Neopanorpa borneensis är en näbbsländeart som beskrevs av George W. Byers 1966. Neopanorpa borneensis ingår i släktet Neopanorpa och familjen skorpionsländor. Inga underarter finns listade i Catalogue of Life.